# フリッカーリング・フレイム
『フリッカーリング・フレイム』（Flickering Flame - The Solo Years, Volume 1）は、2002年5月2日に発売されたロジャー・ウォーターズのベストアルバム。
1984年のファースト・アルバム『ヒッチハイクの賛否両論』以降のソロ・キャリアをまとめたベスト盤で、ピンク・フロイド時代の楽曲は収録されていない。
タイトル曲の「フリッカーリング・フレイム」は新曲。冒頭の「天国への扉」は、敬愛するボブ・ディランのカバーである。最終トラックの「ロスト・ボーイズ・コーリング」は、映画『海の上のピアニスト』の主題歌で、オリジナル・デモ・バージョンである。
また、本作は「IN THE FLESH WORLD TOUR 2002」が開催される国でのみ限定発売され、2003年1月1日をもって絶版扱いとなるレア・ディスクである。

## 収録曲
1. 天国への扉
2. トゥー・マッチ・ロープ
3. 流れが変わる時〜ライヴ・エイドが終わって〜
4. 完全真理 パート1&2
5. 三つの望み
6. ストレンジャーの瞳
7. 誰がそんな情報を必要としてるんだい?
8. イーチ・スモール・キャンドル
9. フリッカーリング・フレイム（ニュー・デモ）
10. タワーズ・オブ・フェイス
11. ラジオ・ウェイヴ
12. ロスト・ボーイズ・コーリング（オリジナル・デモ）